# مارتا كوستيوك
مارتا كوستيوك (بالأوكرانية: Марта Олегівна Костюк)‏ (بالأوكرانية: Marta Kostyuk) (مواليد 28 يونيو 2002)، هي لاعبة كرة مضرب أوكرانية، تلعب باليد اليمنى وتحتل حالياً المرتبة رقم. 521 (15 يناير 2018) في تصنيف رابطة محترفات كرة المضرب. أعلى تصنيف لها في الفردي كان المركز الـ 491 في سنة 2017. اشتهرت بكونها أصغر لاعبة تصل لبطولة أستراليا 2018 بعمر 15 سنة، ولم يسبقها إلى ذلك الإنجاز سوى اللاعبة نيكول فايديسوفا سنة 2005. وكررت الإنجاز في نفس البطولة حيثُ تعتبر أول لاعبة في العالم تصل الدور الثالث بعمر 15 سنة في إحدى بطولات الجراند سلام.
فازت ببطولة أستراليا للناشئين في مواجهات الفردي سنة 2017، كما فازت ببطولة أمريكا المفتوحة للناشئين في منافسة الزوجي سنة 2017.

## روابط خارجية
- مارتا كوستيوك على موقع رابطة محترفات التنس (الإنجليزية)
- مارتا كوستيوك على موقع الاتحاد الدولي لكرة المضرب (الإنجليزية)
- مارتا كوستيوك على موقع كأس بيلي جين كينغ (الإنجليزية)
- مارتا كوستيوك على موقع بطولة ويمبلدون (الإنجليزية)
- مارتا كوستيوك على موقع خلاصة التنس.كوم (الإنجليزية)
- مارتا كوستيوك على موقع إي إس بي إن.كوم (الإنجليزية)
- مارتا كوستيوك على موقع اللجنة الأولمبية الدولية (الإنجليزية)
- مارتا كوستيوك على موقع أوليمبيديا (الإنجليزية)